# Campionat del Món d'atletisme de 2013

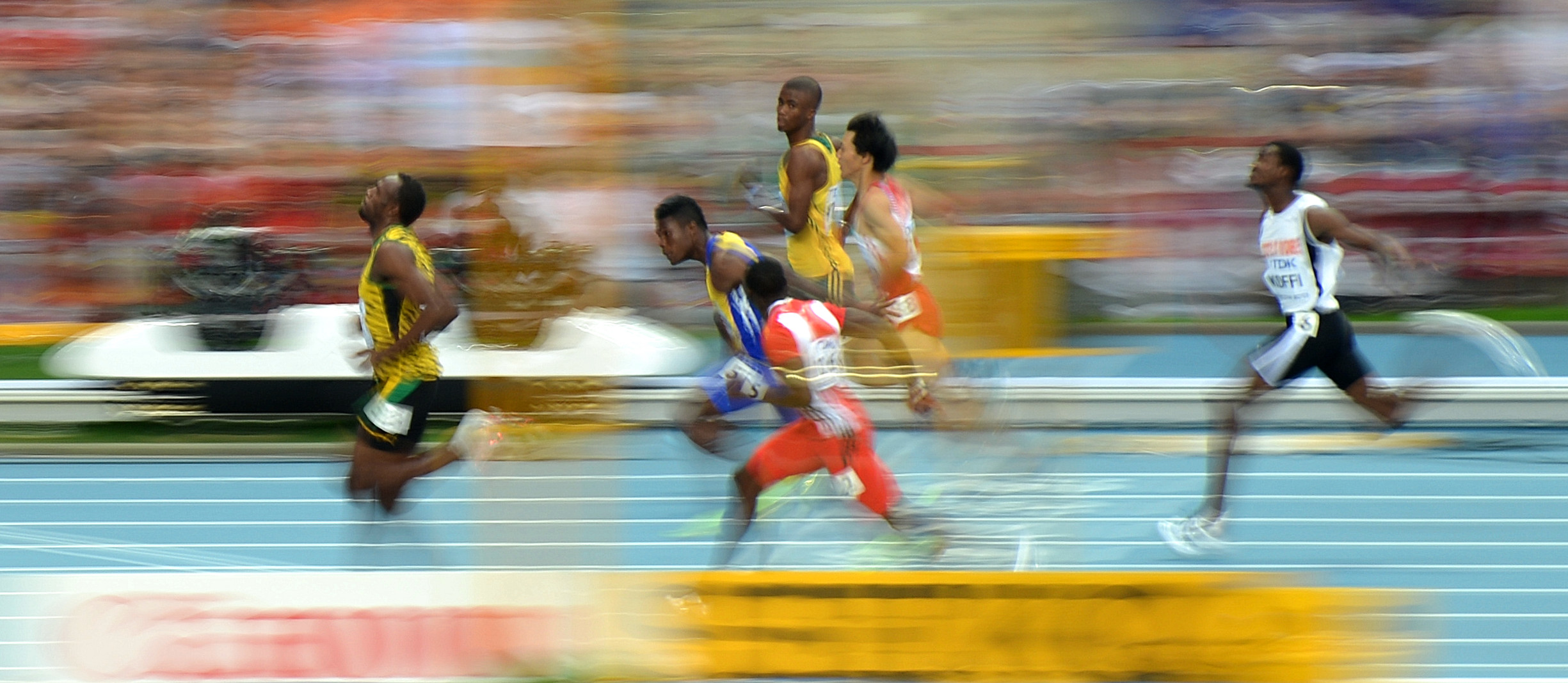
Usain Bolt encapçala la final dels 100 metres llisos.

El Campionat del Món d'atletisme de 2013 fou una competició esportiva d'atletisme que se celebrà a la ciutat de Moscou (Rússia) entre els dies 10 i 18 d'agost de 2013 sota l'organització de l'Associació Internacional de Federacions d'Atletisme (IAAF).
La competició se celebrà a l'Estadi Lujniki, amb capacitat per 78 mil persones. Les curses de marató i marxa tenien el seu origen i final a l'estadi però amb un recorregut urbà al voltant del riu Moskvà.

## Elecció de la seu
L'1 de desembre de 2006 la IAAF anuncià les quatre ciutats candidates a ser la seu del Campionat del Món d'atletisme de 2013: Barcelona, Brisbane, Göteborg i Moscou. Dues setmanes després la federació sueca d'atletisme anuncià la retirada de Göteborg per problemes econòmics.
En la reunió de l'IAAF realitzada a Mombasa (Kenya) el 27 de març de 2007 es concedí la seu del Campionat del Món a la ciutat de Moscou.

## Calendari
| Q | Qualificació | R | Rondes | ½ | Semifinals | F | Final |

| Data →                 | dis 10 | dis 10 | dmg 11 | dmg 11 | dmg 11 | dll 12 | dll 12 | dll 12 | dm 13 | dm 13 | dmc 14 | dmc 14 | dij 15 | dij 15 | div 16 | div 16 | dis 17 | dis 17 | dmg 18 | dmg 18 | dmg 18 |
| Prova ↓                | M      | T      | M      | T      | T      | M      | T      | T      | M     | T     | M      | T      | M      | T      | M      | T      | M      | T      | M      | T      | T      |
| ---------------------- | ------ | ------ | ------ | ------ | ------ | ------ | ------ | ------ | ----- | ----- | ------ | ------ | ------ | ------ | ------ | ------ | ------ | ------ | ------ | ------ | ------ |
| 100 m.                 | Q      | R      |        | ½      | F      |        |        |        |       |       |        |        |        |        |        |        |        |        |        |        |        |
| 200 m.                 |        |        |        |        |        |        |        |        |       |       |        |        |        |        | R      | ½      |        | F      |        |        |        |
| 400 m.                 |        |        | R      |        |        |        | ½      | ½      |       | F     |        |        |        |        |        |        |        |        |        |        |        |
| 800 m.                 | R      |        |        | ½      | ½      |        |        |        |       | F     |        |        |        |        |        |        |        |        |        |        |        |
| 1500 m.                |        |        |        |        |        |        |        |        |       |       | R      |        |        |        |        | ½      |        |        |        | F      | F      |
| 5000 m.                |        |        |        |        |        |        |        |        | R     |       |        |        |        |        |        | F      |        |        |        |        |        |
| 10.000 m               |        | F      |        |        |        |        |        |        |       |       |        |        |        |        |        |        |        |        |        |        |        |
| Marató                 |        |        |        |        |        |        |        |        |       |       |        |        |        |        |        |        |        | F      |        |        |        |
| 110 m. tanques         |        |        | R      |        |        |        | ½      | F      |       |       |        |        |        |        |        |        |        |        |        |        |        |
| 400 m. tanques         |        |        |        |        |        | R      |        |        |       | ½     |        |        |        | F      |        |        |        |        |        |        |        |
| 3000 m. obstacles      |        |        |        |        |        | R      |        |        |       |       |        |        |        | F      |        |        |        |        |        |        |        |
| relleus 4×100 m.       |        |        |        |        |        |        |        |        |       |       |        |        |        |        |        |        |        |        |        | H      | F      |
| relleus 4×400 m.       |        |        |        |        |        |        |        |        |       |       |        |        |        | H      |        | F      |        |        |        |        |        |
| 20 km marxa            |        |        |        | F      | F      |        |        |        |       |       |        |        |        |        |        |        |        |        |        |        |        |
| 50 km. marxa           |        |        |        |        |        |        |        |        |       |       | F      |        |        |        |        |        |        |        |        |        |        |
| Salt de llargada       |        |        |        |        |        |        |        |        |       |       | Q      |        |        |        |        | F      |        |        |        |        |        |
| Triple salt            |        |        |        |        |        |        |        |        |       |       |        |        |        |        | Q      |        |        |        |        | F      | F      |
| Salt d'alçada          |        |        |        |        |        |        |        |        | Q     |       |        |        |        | F      |        |        |        |        |        |        |        |
| Salt amb perxa         | Q      |        |        |        |        |        | F      | F      |       |       |        |        |        |        |        |        |        |        |        |        |        |
| Llançament de pes      |        |        |        |        |        |        |        |        |       |       |        |        | Q      |        |        | F      |        |        |        |        |        |
| Llançament de disc     |        |        |        |        |        | Q      |        |        |       | F     |        |        |        |        |        |        |        |        |        |        |        |
| Llançament de martell  |        | Q      |        |        |        |        | F      | F      |       |       |        |        |        |        |        |        |        |        |        |        |        |
| Llançament de javelina |        |        |        |        |        |        |        |        |       |       |        |        | Q      |        |        |        |        | F      |        |        |        |
| Decatló                | F      | F      | F      | F      | F      |        |        |        |       |       |        |        |        |        |        |        |        |        |        |        |        |

| Data →                 | dis 10 | dis 10 | dmg 11 | dmg 11 | dmg 11 | dll 12 | dll 12 | dll 12 | dm 13 | dm 13 | dmc 14 | dmc 14 | dij 15 | dij 15 | div 16 | div 16 | dis 17 | dis 17 | dmg 18 | dmg 18 | dmg 18 |
| Prova ↓                | M      | T      | M      | T      | M      | T      | T      | M      | T     | M     | T      | M      | T      | M      | T      | M      | T      | T      | M      | T      | T      |
| ---------------------- | ------ | ------ | ------ | ------ | ------ | ------ | ------ | ------ | ----- | ----- | ------ | ------ | ------ | ------ | ------ | ------ | ------ | ------ | ------ | ------ | ------ |
| 100 m.                 |        |        | R      |        |        | ½      | F      |        |       |       |        |        |        |        |        |        |        |        |        |        |        |
| 200 m.                 |        |        |        |        |        |        |        |        |       |       |        | R      | ½      |        | F      |        |        |        |        |        |        |
| 400 m.                 |        | R      |        | ½      |        | F      | F      |        |       |       |        |        |        |        |        |        |        |        |        |        |        |
| 800 m.                 |        |        |        |        |        |        |        |        |       |       |        | R      |        |        | ½      |        |        |        |        | F      | F      |
| 1500 m.                |        |        | R      |        |        |        |        |        | ½     |       |        |        | F      |        |        |        |        |        |        |        |        |
| 5000 m.                |        |        |        |        |        |        |        |        |       | R     |        |        |        |        |        |        | F      | F      |        |        |        |
| 10.000 m.              |        |        |        | F      |        |        |        |        |       |       |        |        |        |        |        |        |        |        |        |        |        |
| Marató                 |        | F      |        |        |        |        |        |        |       |       |        |        |        |        |        |        |        |        |        |        |        |
| 100 m. tanques         |        |        |        |        |        |        |        |        |       |       |        |        |        | R      |        |        | ½      | F      |        |        |        |
| 400 m. tanques         |        |        |        |        | R      |        |        |        | ½     |       |        |        | F      |        |        |        |        |        |        |        |        |
| 3000 m. obstacles      |        | R      |        |        |        |        |        |        | F     |       |        |        |        |        |        |        |        |        |        |        |        |
| relleus 4×100 m.       |        |        |        |        |        |        |        |        |       |       |        |        |        |        |        |        |        |        |        | R      | F      |
| relleus 4×400 m.       |        |        |        |        |        |        |        |        |       |       |        |        |        | R      |        |        | F      | F      |        |        |        |
| 20 km. marxa           |        |        |        |        |        |        |        | F      |       |       |        |        |        |        |        |        |        |        |        |        |        |
| Salt de llargada       |        | Q      |        | F      |        |        |        |        |       |       |        |        |        |        |        |        |        |        |        |        |        |
| Triple salt            |        |        |        |        |        |        |        | Q      |       |       |        |        | F      |        |        |        |        |        |        |        |        |
| Salt d'alçada          |        |        |        |        |        |        |        |        |       |       |        | Q      |        |        |        |        | F      | F      |        |        |        |
| Salt amb perxa         |        |        |        | Q      |        |        |        |        | F     |       |        |        |        |        |        |        |        |        |        |        |        |
| Llançament de pes      |        |        | Q      |        |        | F      | F      |        |       |       |        |        |        |        |        |        |        |        |        |        |        |
| Llançament de disc     | Q      |        |        | F      |        |        |        |        |       |       |        |        |        |        |        |        |        |        |        |        |        |
| Llançament de martell  |        |        |        |        |        |        |        |        |       | Q     |        |        |        |        | F      |        |        |        |        |        |        |
| Llançament de javelina |        |        |        |        |        |        |        |        |       |       |        |        |        | Q      |        |        |        |        |        | F      | F      |
| Heptatló               |        |        |        |        | F      | F      | F      | F      | F     |       |        |        |        |        |        |        |        |        |        |        |        |

## Resum de medalles

### Categoria masculina

#### Curses
| Proves | Or | Or          | Plata | Plata       | Bronze | Bronze     |
| 100 m Detalls | Usain Bolt · Jamaica                                                                                   | 9.77 SB     | Justin Gatlin · Estats Units                                                                                | 9.85 SB     | Nesta Carter · Jamaica                                                                                      | 9.95       |
| 200 m Detalls | Usain Bolt · Jamaica                                                                                   | 19.66 WL SB | Warren Weir · Jamaica                                                                                       | 19.79 PB    | Curtis Mitchell · Estats Units                                                                              | 20.04      |
| 400 m Detalls | LaShawn Merritt · Estats Units                                                                         | 43.74 WL    | Tony McQuay · Estats Units                                                                                  | 44.40 PB    | Luguelín Santos · República Dominicana                                                                      | 44.52 SB   |
| 800 m Detalls | Mohammed Aman · Etiòpia                                                                                | 1:43.31 SB  | Nick Symmonds · Estats Units                                                                                | 1:43.55 SB  | Ayanleh Souleiman · Djibouti                                                                                | 1:43.76    |
| 1500 m Detalls | Asbel Kiprop · Kenya                                                                                   | 3:36.28     | Matthew Centrowitz, Jr. · Estats Units                                                                      | 3:36.78     | Johan Cronje · Sud-àfrica                                                                                   | 3:36.83    |
| 5000 m Detalls | Mo Farah · Regne Unit                                                                                  | 13:26.98    | Hagos Gebrhiwet · Etiòpia                                                                                   | 13:27.26    | Isiah Koech · Kenya                                                                                         | 13:27.26   |
| 10000 m Detalls | Mo Farah · Regne Unit                                                                                  | 27:21.71 SB | Ibrahim Jeilan · Etiòpia                                                                                    | 27:22.23 SB | Paul Kipngetich Tanui · Kenya                                                                               | 27:22.61   |
| Marató Detalls | Stephen Kiprotich · Uganda                                                                             | 2:09:51     | Lelisa Desisa · Etiòpia                                                                                     | 2:10:12     | Tadese Tola · Etiòpia                                                                                       | 2:10:23    |
| 110 m tanques Detalls | David Oliver · Estats Units                                                                            | 13.00 WL    | Ryan Wilson · Estats Units                                                                                  | 13.13       | Sergey Shubenkov · Rússia                                                                                   | 13.24      |
| 400 m tanques Detalls | Jehue Gordon · Trinitat i Tobago                                                                       | 47.69 WL RN | Michael Tinsley · Estats Units                                                                              | 47.70 PB    | Emir Bekrić · Sèrbia                                                                                        | 48.05 RN   |
| 3000 m obstacles Detalls | Ezekiel Kemboi · Kenya                                                                                 | 8:06.01     | Conseslus Kipruto · Kenya                                                                                   | 8:06.37     | Mahiedine Mekhissi · França                                                                                 | 8:07.86    |
| 20 km marxa Detalls | Aleksandr Ivanov · Rússia                                                                              | 1:20:58 PB  | Chen Ding · R.P. de la Xina                                                                                 | 1:21:09 SB  | Miguel Ángel López · Espanya                                                                                | 1:21:21 SB |
| 50 km marxa Detalls | Robert Heffernan · Irlanda                                                                             | 3:37:56 WL  | Mikhail Ryzhov · Rússia                                                                                     | 3:38:58 PB  | Jared Tallent · Austràlia                                                                                   | 3:40:03 SB |
| 4x100 m Detalls | JamaicaNesta Carter · Kemar Bailey-Cole · Nickel Ashmeade · Usain Bolt · Oshane Bailey* · Warren Weir* |             | Estats UnitsCharles Silmon · Mike Rodgers · Rakieem Salaam · Justin Gatlin · Dentarius Locke* · Jeff Demps* |             | CanadàGavin Smellie · Aaron Brown · Dontae Richards-Kwok · Justyn Warner · Sam Effah* · Oluwasegun Makinde* |            |
| 4x400 m Detalls | Estats UnitsDavid Verburg · Tony McQuay · Arman Hall · LaShawn Merritt · Joshua Mance* · James Harris* | 2:58.71 WL  | JamaicaRusheen McDonald · Edino Steele · Omar Johnson · Javon Francis · Javere Bell*                        | 2:59.88 SB  | RússiaMaksim Dyldin · Lev Mosin · Sergey Petukhov · Vladimir Krasnov                                        | 2:59.90 SB |
| AR Rècord del continent \| CR Rècord del campionat \| NR Rècord nacional \| OR Rècord olímpic \| PB/PR Millor marca personal/Rècord personal SB Millor marca personal de la temporada \| WL Millor marca mundial de l'any \| WR Rècord del món | |             | |             | |            |

* Corredors que van participar només a les sèries i van rebre medalla.

#### Concursos
| Proves | Or                           | Or          | Plata                            | Plata   | Bronze                      | Bronze   |
| Salt d'alçada Detalls | Bohdan Bondarenko · Ucraïna  | 2.41 RC RN  | Mutaz Essa Barshim · Qatar       | 2.38    | Derek Drouin · Canadà       | 2.38 RN  |
| Salt amb perxa Detalls | Raphael Holzdeppe · Alemanya | 5.89        | Renaud Lavillenie · França       | 5.89    | Björn Otto · Alemanya       | 5.82     |
| Salt de llargada Detalls | Aleksandr Menkov · Rússia    | 8.56 WL RN  | Ignisious Gaisah · Països Baixos | 8.29 RN | Luis Alberto Rivera · Mèxic | 8.27     |
| Triple salt Detalls | Teddy Tamgho · França        | 18.04 WL RN | Pedro Pablo Pichardo · Cuba      | 17.68   | Will Claye · Estats Units   | 17.52 SB |
| Llançament de pes Detalls | David Storl · Alemanya       | 21.73       | Ryan Whiting · Estats Units      | 21.57   | Dylan Armstrong · Canadà    | 21.34 SB |
| Llançament de disc Detalls | Robert Harting · Alemanya    | 69.11       | Piotr Małachowski · Polònia      | 68.36   | Gerd Kanter · Estònia       | 65.19    |
| Llançament de javelina Detalls | Vítězslav Veselý · Txèquia   | 87.17       | Tero Pitkämäki · Finlàndia       | 87.07   | Dmitriy Tarabin · Rússia    | 86.23    |
| Llançament de martell Detalls | Paweł Fajdek · Polònia       | 81.97 WL    | Krisztián Pars · Hongria         | 80.30   | Lukáš Melich · Txèquia      | 79.36    |
| Decatló Detalls | Ashton Eaton · Estats Units  | 8809 WL     | Michael Schrader · Alemanya      | 8670 PB | Damian Warner · Canadà      | 8512 PB  |
| AR Rècord del continent \| CR Rècord del campionat \| NR Rècord nacional \| OR Rècord olímpic \| PB/PR Millor marca personal/Rècord personal SB Millor marca personal de la temporada \| WL Millor marca mundial de l'any \| WR Rècord del món |                              |             |                                  |         |                             |          |

### Categoria femenina

#### Curses
| Proves | Or                                                                                                  | Or          | Plata                                                                                              | Plata      | Bronze                                                                        | Bronze     |
| 100 m Detalls | Shelly-Ann Fraser · Jamaica                                                                         | 10.71 WL    | Murielle Ahouré · Costa d'Ivori                                                                    | 10.93      | Carmelita Jeter · Estats Units                                                | 10.94      |
| 200 m Detalls | Shelly-Ann Fraser · Jamaica                                                                         | 22.19       | Murielle Ahouré · Costa d'Ivori                                                                    | 22.32      | Blessing Okagbare · Nigèria                                                   | 22.32      |
| 400 m Detalls | Christine Ohuruogu · Regne Unit                                                                     | 49.41 RN    | Amantle Montsho · Botswana                                                                         | 49.41      | Antonina Krivoshapka · Rússia                                                 | 49.78      |
| 800 m Detalls | Eunice Jepkoech Sum · Kenya                                                                         | 1:57.38 PB  | Mariya Savinova · Rússia                                                                           | 1:57.80 SB | Brenda Martinez · Estats Units                                                | 1:57.91 PB |
| 1500 m Detalls | Abeba Aregawi · Suècia                                                                              | 4:02.67     | Jennifer Simpson · Estats Units                                                                    | 4:02.99    | Hellen Onsando Obiri · Kenya                                                  | 4:03.86    |
| 5000 m Detalls | Meseret Defar · Etiòpia                                                                             | 14:50.19    | Mercy Cherono · Kenya                                                                              | 14:51.22   | Almaz Ayana · Etiòpia                                                         | 14:51.33   |
| 10000 m Detalls | Tirunesh Dibaba · Etiòpia                                                                           | 30:43.35    | Gladys Cherono · Kenya                                                                             | 30:45.17   | Belaynesh Oljira · Etiòpia                                                    | 30:46.98   |
| Marató Detalls | Edna Kiplagat · Kenya                                                                               | 2:25:44     | Valeria Straneot · Itàlia                                                                          | 2:25:58 SB | Kayoko Fukushi · Japó                                                         | 2:27:45    |
| 100 m tanques Detalls | Brianna Rollins · Estats Units                                                                      | 12.44       | Sally Pearson · Austràlia                                                                          | 12.50 SB   | Tiffany Porter · Regne Unit                                                   | 12.55 PB   |
| 400 m tanques Detalls | Zuzana Hejnová · Txèquia                                                                            | 52.83 WL RN | Dalilah Muhammad · Estats Units                                                                    | 54.09      | Lashinda Demus · Estats Units                                                 | 54.27      |
| 3000 m obstacles Detalls | Milcah Chemos Cheywa · Kenya                                                                        | 9:11.65 WL  | Lydiah Chepkurui · Kenya                                                                           | 9:12.55 PB | Sofia Assefa · Etiòpia                                                        | 9:12.84 SB |
| 20 km marxa Detalls | Elena Lashmanova · Rússia                                                                           | 1:27:08     | Anisya Kirdyapkina · Rússia                                                                        | 1:27:11    | Liu Hong · R.P. de la Xina                                                    | 1:28:10    |
| 4x100 m Detalls | JamaicaCarrie Russell · Kerron Stewart · Schillonie Calvert · Shelly-Ann Fraser                     |             | Estats UnitsJeneba Tarmoh · Alexandria Anderson · English Gardner · Octavious Freeman              |            | Regne UnitDina Asher-Smith · Ashleigh Nelson · Annabelle Lewis · Hayley Jones |            |
| 4x400 m Detalls | RússiaYuliya Gushchina · Tatyana Firova · Kseniya Ryzhova · Antonina Krivoshapka · Natalya Antyukh* | 3:20.19 WL  | Estats UnitsJessica Beard · Natasha Hastings · Ashley Spencer · Francena McCorory · Joanna Atkins* | 3:20.41 SB | Regne UnitEilidh Child · Shana Cox · Margaret Adeoye · Christine Ohuruogu     | 3:22.61 SB |
| AR Rècord del continent \| CR Rècord del campionat \| NR Rècord nacional \| OR Rècord olímpic \| PB/PR Millor marca personal/Rècord personal SB Millor marca personal de la temporada \| WL Millor marca mundial de l'any \| WR Rècord del món | |             | |            |                                                                               |            |

* Corredors que van participar només a les sèries i van rebre medalla.

#### Concursos
| Proves | Or                             | Or             | Plata                           | Plata    | Bronze                                           | Bronze   |
| Salt d'alçada Detalls | Svetlana Shkolina · Rússia     | 2.03 PB        | Brigetta Barrett · Estats Units | 2.00     | Ruth Beitia · Espanya · Anna Chicherova · Rússia | 1.97     |
| Salt amb perxa Detalls | Ielena Issinbàieva · Rússia    | 4.89 SB        | Jenn Suhr · Estats Units        | 4.82     | Yarisley Silva · Cuba                            | 4.82     |
| Salt de llargada Detalls | Brittney Reese · Estats Units  | 7.01           | Blessing Okagbaree · Nigèria    | 6.99     | Ivana Španović · Sèrbia                          | 6.82 RN  |
| Triple salt Detalls | Caterine Ibargüen · Colòmbia   | 14.85 WL       | Ekaterina Koneva · Rússia       | 14.81    | Olha Saladuha · Ucraïna                          | 14.65    |
| Llançament de pes Detalls | Valerie Adams · Nova Zelanda   | 20.88          | Christina Schwanitz · Alemanya  | 20.41 PB | Gong Lijiao · R.P. de la Xina                    | 19.95    |
| Llançament de disc Detalls | Sandra Perković · Croàcia      | 67.99          | Mélina Robert-Michon · França   | 66.28 RN | Yarelys Barrios · Cuba                           | 64.96    |
| Llançament de javelina Detalls | Christina Obergföll · Alemanya | 69.05 SB       | Kimberley Mickle · Austràlia    | 66.60 PB | Mariya Abakumova · Rússia                        | 65.09    |
| Llançament de martell Detalls | Tatyana Lysenko · Rússia       | 78.80 WL RC RN | Anita Wlodarczyk · Polònia      | 78.46 RN | Zhang Wenxiu · R.P. de la Xina                   | 75.58 SB |
| Heptatló Detalls | Hanna Melnychenko · Ucraïna    | 6586 PB        | Brianne Theisen-Eaton · Canadà  | 6530 PB  | Dafne Schippers · Països Baixos                  | 6477 RN  |
| AR Rècord del continent \| CR Rècord del campionat \| NR Rècord nacional \| OR Rècord olímpic \| PB/PR Millor marca personal/Rècord personal SB Millor marca personal de la temporada \| WL Millor marca mundial de l'any \| WR Rècord del món |                                |                |                                 |          |                                                  |          |

## Medaller
| Posició | País                 | Or | Plata | Bronze | Total |
| 1       | Rússia               | 7  | 4     | 6      | 17    |
| 2       | Estats Units         | 6  | 14    | 5      | 25    |
| 3       | Jamaica              | 6  | 2     | 1      | 9     |
| 4       | Kenya                | 5  | 4     | 3      | 12    |
| 5       | Alemanya             | 4  | 2     | 1      | 7     |
| 6       | Etiòpia              | 3  | 3     | 4      | 10    |
| 7       | Regne Unit           | 3  | 0     | 3      | 6     |
| 8       | Txèquia              | 2  | 0     | 1      | 3     |
| 8       | Ucraïna              | 2  | 0     | 1      | 3     |
| 10      | França               | 1  | 2     | 1      | 4     |
| 11      | Polònia              | 1  | 2     | 0      | 3     |
| 12      | Colòmbia             | 1  | 0     | 0      | 1     |
| 12      | Croàcia              | 1  | 0     | 0      | 1     |
| 12      | Irlanda              | 1  | 0     | 0      | 1     |
| 12      | Nova Zelanda         | 1  | 0     | 0      | 1     |
| 12      | Suècia               | 1  | 0     | 0      | 1     |
| 12      | Trinitat i Tobago    | 1  | 0     | 0      | 1     |
| 12      | Uganda               | 1  | 0     | 0      | 1     |
| 19      | Austràlia            | 0  | 2     | 1      | 3     |
| 20      | Costa d'Ivori        | 0  | 2     | 0      | 2     |
| 21      | Canadà               | 0  | 1     | 4      | 5     |
| 22      | R.P. de la Xina      | 0  | 1     | 3      | 4     |
| 23      | Cuba                 | 0  | 1     | 2      | 3     |
| 24      | Nigèria              | 0  | 1     | 1      | 2     |
| 24      | Països Baixos        | 0  | 1     | 1      | 2     |
| 26      | Botswana             | 0  | 1     | 0      | 1     |
| 26      | Finlàndia            | 0  | 1     | 0      | 1     |
| 26      | Hongria              | 0  | 1     | 0      | 1     |
| 26      | Itàlia               | 0  | 1     | 0      | 1     |
| 26      | Qatar                | 0  | 1     | 0      | 1     |
| 31      | Espanya              | 0  | 0     | 2      | 2     |
| 31      | Sèrbia               | 0  | 0     | 2      | 2     |
| 33      | Djibouti             | 0  | 0     | 1      | 1     |
| 33      | Estònia              | 0  | 0     | 1      | 1     |
| 33      | Japó                 | 0  | 0     | 1      | 1     |
| 33      | Mèxic                | 0  | 0     | 1      | 1     |
| 33      | República Dominicana | 0  | 0     | 1      | 1     |
| 33      | Sud-àfrica           | 0  | 0     | 1      | 1     |
| Total   | Total                | 47 | 47    | 48     | 142   |

## Participants
| - Afganistan (1) - Albània (2) - Alemanya (67) - Algèria (11) - Andorra (1) - Angola (1) - Anguilla (1) - Antigua i Barbuda (1) - Aràbia Saudita (11) - Argentina (8) - Armènia (1) - Aruba (1) - Austràlia (47) - Àustria (2) - Azerbaidjan (2) - Bahames (26) - Bahrain (10) - Bangladesh (1) - Barbados (9) - Belarús (27) - Bèlgica (17) - Benín (1) - Bermudes (2) - Bhutan (1) - Bolívia (2) - Bòsnia i Hercegovina (2) - Botswana (11) - Brasil (32) - Brunei (1) - Bulgària (10) - Burkina Faso (1) - Burundi (1) - Cambodja (1) - Camerun (1) - Canadà (46) - Cap Verd (1) - Colòmbia (20) - Comores (1) - Corea del Nord (4) - Corea del Sud (16) - Costa d'Ivori (3) - Costa Rica (1) - Croàcia (7) - Cuba (25) - Dinamarca (2) - Djibouti (1) - Dominica (1) - Egipte (4) - Emirats Àrabs Units (1) - Equador (12) - Eritrea (10) - Eslovàquia (11) | - Eslovènia (9) - Espanya (41) - Estats Units (137) - Estònia (9) - Etiòpia (46) - El Salvador (1) - Fiji (2) - Filipines (1) - Finlàndia (10) - França (52) - Polinèsia Francesa (1) - Gabon (2) - Gàmbia (1) - Geòrgia (2) - Ghana (1) - Gibraltar (1) - Grècia (17) - Grenada (2) - Guam (1) - Guatemala (6) - Guinea (1) - Guinea Equatorial (1) - Guinea Bissau (1) - Guyana (3) - Haití (1) - Hondures (1) - Hong Kong (6) - Hongria (11) - Iemen (1) - Illes Caiman (1) - Illes Cook (1) - Illes Mariannes Septentrionals (1) - Illes Marshall (1) - Illes Turks i Caicos (1) - Illes Verges Americanes (1) - Illes Verges Britàniques (3) - Islàndia (1) - Índia (15) - Indonèsia (1) - Iran (6) - Iraq (1) - Irlanda (11) - Israel (3) - Itàlia (57) - Jamaica (45) - Japó (41) - Jordània (1) - Kazakhstan (17) - Kenya (49) - Kiribati (1) - Kirguizstan (2) | - Kuwait (1) - Laos (1) - Letònia (10) - Lesotho (3) - Lituània (14) - Luxemburg (1) - Macau (1) - Macedònia del Nord (1) - Madagascar (2) - Malawi (1) - Malàisia (1) - Maldives (1) - Mali (1) - Malta (1) - Mauritània (1) - Maurici (1) - Mèxic (16) - Micronèsia (1) - Mònaco (1) - Mongòlia (2) - Montenegro (2) - Marroc (21) - Moçambic (1) - Myanmar (1) - Namíbia (6) - Nauru (1) - Nicaragua (1) - Níger (1) - Nigèria (17) - Noruega (11) - Nova Zelanda (9) - Oman (1) - Pakistan (1) - Palestina (1) - Panamà (1) - Papua Nova Guinea (2) - Països Baixos (23) - Paraguai (1) - Perú (2) - Polònia (55) - Portugal (12) - Puerto Rico (4) - Qatar (5) - Regne Unit (60) - República Centreafricana (1) - R.D. del Congo (1) - Rep. del Congo (1) - Moldàvia (4) - República de Palau (1) - República Dominicana (10) | - Txèquia (28) - Romania (18) - Rússia (119) - Ruanda (2) - Saint Kitts i Nevis (6) - Saint Lucia (3) - Saint Vincent i les Grenadines (2) - Samoa (1) - Samoa Americana (1) - San Marino (1) - São Tomé i Príncipe (1) - Senegal (5) - Sèrbia (8) - Seychelles (1) - Sierra Leone (1) - Singapur (1) - Salomó (1) - Somàlia (1) - Sud-àfrica (30) - Suècia (24) - Sudan (1) - Surinam (1) - Sri Lanka (8) - Eswatini (1) - Suïssa (18) - Síria (1) - Tadjikistan (2) - Tanzània (2) - Tailàndia (2) - Timor Oriental (1) - Togo (1) - Tonga (1) - Trinitat i Tobago (21) - Tunísia (4) - Turquia (10) - Turkmenistan (1) - Tuvalu (1) - Txad (1) - Uganda (12) - Ucraïna (61) - Uruguai (1) - Uzbekistan (3) - Vanuatu (1) - Veneçuela (15) - Vietnam (1) - Zàmbia (3) - Zimbàbue (2) - Xile (7) - R.P. de la Xina (53) - Xina Taipei (7) - Xipre (2) |  |